# Cleiton Silva
Cleiton Augusto Oliveira Silva (São Geraldo da Piedade, 3 febbraio 1987) è un calciatore brasiliano, attaccante svincolato.

## Carriera
Ha giocato nella prima divisione thailandese ed in quella indiana.

## Statistiche

### Presenze e reti nei club
| Stagione           | Club               | Campionato         | Campionato | Campionato | Coppe nazionali | Coppe nazionali | Coppe nazionali | Coppe continentali | Coppe continentali | Coppe continentali | Supercoppe | Supercoppe | Supercoppe | Totale | Totale |
| Stagione           | Club               | Comp               | Pres       | Reti       | Comp            | Pres            | Reti            | Comp               | Pres               | Reti               | Comp       | Pres       | Reti       | Pres   | Reti   |
| ------------------ | ------------------ | ------------------ | ---------- | ---------- | --------------- | --------------- | --------------- | ------------------ | ------------------ | ------------------ | ---------- | ---------- | ---------- | ------ | ------ |
| 2020-2021          | Bengaluru          | ISL                | 18         | 7          | -               | -               | -               | AFC Cup            | 5                  | 3                  | -          | -          | -          | 23     | 10     |
| 2021-2022          | Bengaluru          | ISL                | 19         | 8          | -               | -               | -               | -                  | -                  | -                  | -          | -          | -          | 19     | 8      |
| Totale Bengaluru   | Totale Bengaluru   | Totale Bengaluru   | 37         | 15         |                 | -               | -               |                    | 5                  | 3                  |            | -          | -          | 42     | 18     |
| 2022-2023          | East Bengal        | ISL                | 20         | 12         | SC              | 3               | 0               | -                  | -                  | -                  | DC         | 2          | 2          | 25     | 14     |
| 2023-2024          | East Bengal        | ISL                | 21         | 8          | SC              | 5               | 5               | -                  | -                  | -                  | DC         | 4          | 0          | 30     | 13     |
| 2024-2025          | East Bengal        | ISL                | 18         | 0          | SC              | 0               | 0               | AFC2+ACL           | 1+5                | 0                  | DC         | 1          | 0          | 25     | 0      |
| Totale East Bengal | Totale East Bengal | Totale East Bengal | 59         | 20         |                 | 8               | 5               |                    | 6                  | 0                  |            | 7          | 2          | 80     | 27     |
| Totale Carriera    | Totale Carriera    | Totale Carriera    | 96         | 35         |                 | 8               | 5               |                    | 11                 | 3                  |            | 7          | 2          | 122    | 44     |

## Palmarès

### Club

#### Competizioni nazionali
- Super Cup: 1

East Bengal: 2024

### Individuale
- Capocannoniere della Super Cup: 1

2024 (6 gol)